# Rouvroy (Aisne)
Rouvroy település Franciaországban, Aisne megyében. Lakosainak száma 507 fő (2022. január 1.). Rouvroy Harly, Homblières, Morcourt és Saint-Quentin községekkel határos.

## Népesség
A település népessége az elmúlt években az alábbi módon változott:
| Lakosok száma | 316  | 510  | 464  | 381  | 522  | 516  | 510  | 504  | 505  | 507  |
|               | 1968 | 1982 | 1990 | 2006 | 2013 | 2015 | 2017 | 2019 | 2020 | 2022 |